# Serra dels Eixarts
La Serra dels Eixarts és una serra situada entre els municipis de Boadella i les Escaules i de Terrades a la comarca de l'Alt Empordà, amb una elevació màxima de 250 metres.